# Ostfriesische Landschaftliche Brandkasse

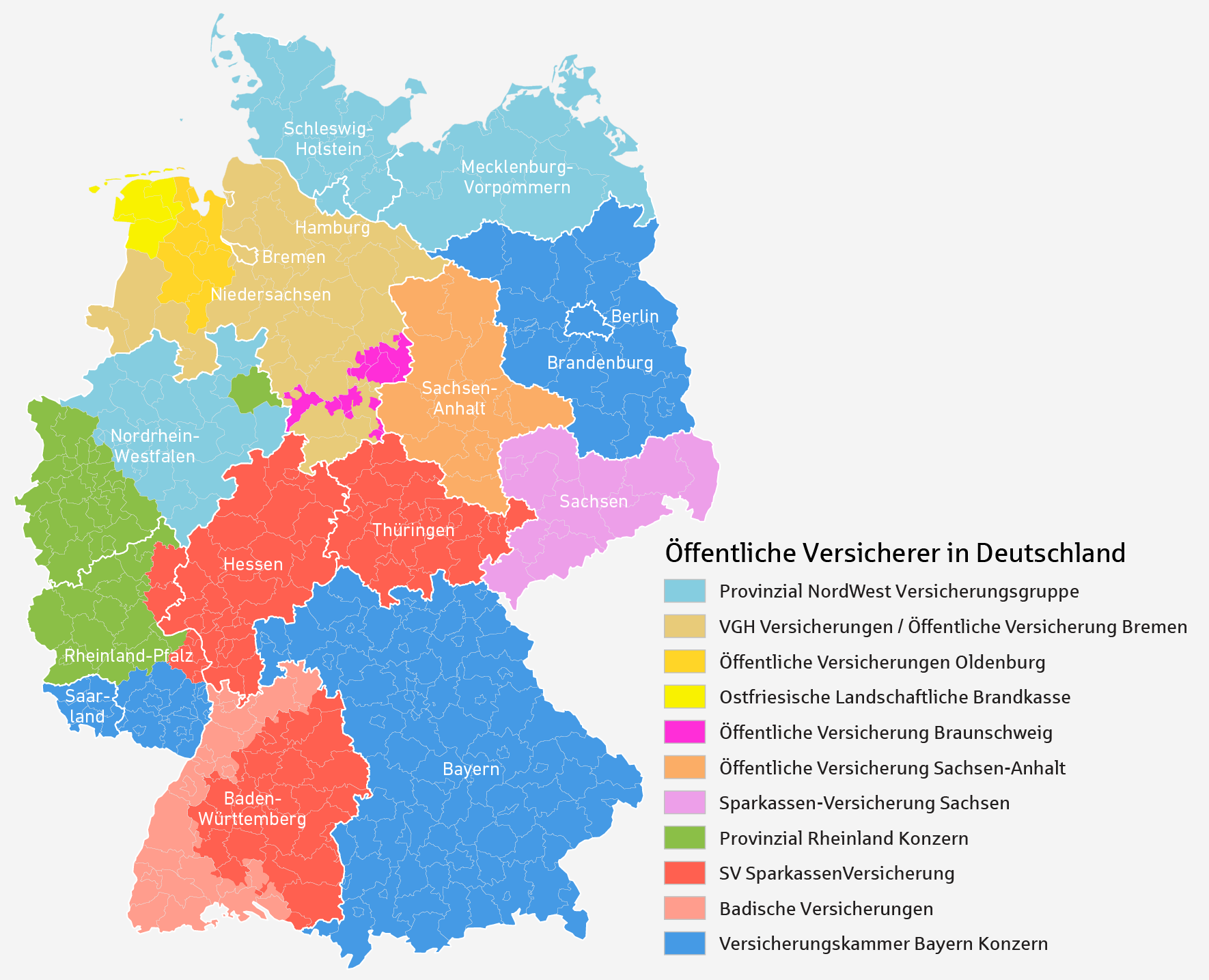
Geschäftsgebiete der Öffentlichen Versicherer in Deutschland

Die Ostfriesische Landschaftliche Brandkasse ist eine Öffentliche Versicherung mit Sitz in Aurich.
Betrieben wird das Erstversicherungsgeschäft für die Versicherungszweige Hausratversicherung, Wohngebäudeversicherung, Unfallversicherung, Kraftfahrtversicherung, Geschäftsversicherung, Sachversicherung und Haftpflichtversicherung. Die übrigen Versicherungszweige werden über Kooperationspartner verkauft.
Träger sind zu je 50 Prozent einerseits die Ostfriesische Landschaft und andererseits der Sparkassenverband Niedersachsen sowie die VGH Landschaftliche Brandkasse Hannover.